# 하쿠레이 레이무
하쿠레이 레이무(일본어: 博麗霊夢)는 동인서클 상하이 앨리스 환악단에서 제작한 동방 프로젝트에 등장하는 가공의 인물로, 동 작품군에서는 주인공으로 등장한다. 5번째 작품인 《동방괴기담 ~ Mystic Square》까지는 한자 표기가 정체자인 博麗 靈夢였으며, 외모도 6번째 작품 이후와는 사뭇 다른 모습이다.

## Windows판·상업작품

### 생업
환상향과 바깥 세계의 경계에 위치한 하쿠레이 신사에서 무녀로 일하고 있다. 레이무는 요괴 퇴치와 이변 해결을 생업으로 삼았다. 레이무 자신은 매우 강한 편이지만, 낮잠을 자거나 차를 마시는 등의 유유자적한 생활로 인해 수행은 다소 등한시한다. 요괴가 인간을 습격하고 인간이 요괴를 퇴치하는 관계를 유지하여, 환상향에서 이 둘의 세력균형을 유지하는 것에 레이무가 일익을 담당하고 있다. 레이무는 그 외에도 환상향을 유지하기 위해 빠질 수 없는 포지션이기 때문에, 레이무가 요괴를 퇴치하려고 해도 요괴는 레이무를 습격하는 것은 물론이고 하쿠레이 신사 경내에 들어오는 인간에게 싸움을 거는 것도 금지되어 있다. 그러나 요괴의 세력이 쇠퇴하여 인간을 습격하는 일이 줄어들자, 결투의 룰을 만들자는 요괴의 의견에 심심풀이로 받아들인 레이무가 이에 찬동하여 힘과 능력이 다양한 인간과 요괴가 대등하게 싸울 수 있는 〈스펠카드 룰〉을 제정했다. 업무에 관해서는 옛날부터 전해 내려오는 규칙은 철저하게 지키고 있지만 결과가 어떻게 되든 상관없다는 태도를 취하고 있다.
신사에는 참배객이 그다지 방문하지 않기 때문에 새전이 모이는 편은 아니나, 이변해결의 일도 있어서 그다지 가난한 편은 아니며 오히려 유복한 생활을 하고 있다. 그러나 무녀로서 참배객과 새전에는 신경쓰고 있다. 줄어드는 참배객을 보다못해 새로운 신사(神事)를 고안하거나 주신(主神)을 술의 신으로 바꾸는 것을 검토한 적도 있다. 하쿠레이 신사의 근처에 간헐천과 온천이 솟아났을 때에도 그것을 이용해 참배객을 끌어모을 수 있지 않을까 하고 기대한 적도 있다. 레이무가 현역으로 뛰기 이전의 옛날에는 참배객은 물론이고 요괴조차도 접근하지 않았다고 한다. 신사의 의식에 술이 필요한 탓에 술에 대한 지식이 매우 풍부하다. 이 때문에 모리치카 린노스케는 레이무가 지금까지도 신사에서 술을 만들지 않을까 추측한다.

### 인물
단순하지만 겉과 속의 구분이 거의 없는 성격으로, 희노애락의 변화가 심하다. 분노할 때도 장황하게 늘어놓는 편이 아니라 매우 짧게 끝내는 편이다. 인간과 요괴 모두의 마음을 끄는 알 수 없는 분위기의 소유자. 주업무가 요괴퇴치이기 때문에 요괴에 대해서는 엄한 태도를 취하지만, 정작 자신은 인간에게도 요괴에게도 그다지 흥미가 없다. 누구에게도 상냥하지도 엄격하지도 않은 평등한 성격으로, 《맹월초》에서는 경내에 쓰러져 있던 요괴 토끼(라고 레이무가 생각하고 있는 레이센)을 돌봐주는 장면도 있다. 요괴퇴치 자체는 꽤나 즐기기 때문에 오랫동안 이변이 일어나지 않을 때에는 조바심을 내는 모습을 보여준다. 가끔씩 요괴의 사정을 전혀 봐주지 않고 퇴치하기 때문에 약한 요괴에게는 공포의 대상이나, 오히려 강한 요괴는 레이무를 좋아한다. 또한 누구를 대할 때에도 친구 또는 동료로 보지 않기 때문에 쉽게 외톨이가 되며, 인간과 요괴 사이에서 겉도는 일이 많다. 업무에 관해서는 무자비하며, 특히 이변해결 중에 조우한 요괴나 요정은 무작정 퇴치한다. 그럼에도 보통 낙관적이고 느긋한 성격이다. 노력의 보답을 믿지 않을뿐더러 한 가지 일에 몰두하는 것을 매우 싫어하며, 앨리스 마가트로이드의 ‘상대보다 약간 우월한 능력만 발휘하며, 패배해도 전력을 다하지 않는’ 성격과 매우 닮아있다.
왼손잡이로 생각되는 묘사가 많지만, 지령전에서는 오른손으로 펜(액막이 봉)을 쥔 장면이 있다. 또한 키리사메 마리사와는 현재 시점까지 원작 중에서 공통의 적과 공동으로 싸운 적은 없는 듯 하지만 교우관계는 있는 모양으로, 《향림당》이나 《삼월정》에서는 마리사와 같이 있는 일이 많다.

### 특수능력
여러 가지 신기한 능력이 있으며, 주로 하늘을 나는 정도의 능력이 있다. 몸을 무중력 상태로 만들어서 비행하는 것 외에 물질이나 정신체 등과 척력을 일으켜서 공격을 받을 때에도 몸에 맞지 않고 빗나간다. 이 때문에 무적상태가 된다. 결계에 관련된 능력이 있어서 스펠카드로 결계를 다루는 것 외에, 특별히 무언가를 할 기미도 없이 유명결계(幽明結界)에 닿은 것만으로도 소멸시키거나, 임의로 하쿠레이 대결계를 느슨하게 하는 것도 가능하다. 그 외에도 예리한 직감과 행운, 모든 것을 받아들이는 능력, 무의식적으로 영시간이동이나 공격을 자동으로 추적하는 등 여러 가지 능력이 묘사되어 있다. 물건에 깃든 다수의 신이나 뼈에 깃든 혼이 보인다거나 하지만, 레이무 본인에게 물어보면 그것은 무녀이기 때문이라고 한다. 《맹월초》에서는 수행을 해서 신내림을 터득하였다.

### 외모
복장
레이무는 붉은색으로 된 무녀복을 입고 있지만 특이하게도 소매가 달려있지 않다. 상의에 부착되어 있지 않는 별도의 흰 소매로 팔을 감싸기 때문에 어깨와 겨드랑이 부분이 노출되어 있다. 전체적으로 붉은색과 흰색의 컬러링으로 되어 있기 때문에 《동방홍마향》 4면에서는 파츄리 노우렛지에게 ‘거기 있는 홍백’이라고 불렸으며, 《동방요요몽》 3면에서는 앨리스 마가트로이드에게 ‘어차피 무녀는 2색’이라는 말을 들었다. 또한 작품에 따라 스카프의 색이나 무녀복의 디자인이 미묘하게 차이가 나지만 하쿠레이 무녀로서의 규정에는 일단 벗어나지 않는다.
신체
원작자에 의하면 10대 초반의 이미지. 키는 마리사보다 큰 편이다. 작중 시간으로 명확한 범위 내에도 10대 초반으로 불린지 몇 년이나 지났지만, 여기서는 속칭 ‘어른의 사정’이 개입되어 있다.
머리모양
흑발이다. 작품에 따라 머리길이가 차이가 나지만, 롱헤어 또는 세미롱헤어로 그려지는 경우가 많으며, 심지어는 보브컷에 가까운 숏컷이나 포니테일로 그려지는 경우가 많아서 작품에 따라 다양하다. 다만 어느 헤어스타일에도 공통적으로 붉고 큰 리본이 달려 있다. 구작에서의 머리색은 자주색이다.
눈동자
붉은빛이 도는 검은색이다.

### 게임에서의 활약과 성능
《동방문화첩 ~ Shoot the Bullet.》 이외의 모든 작품에 출연하며, 하나같이 플레이어 캐릭터로서 이변을 해결한다. 캐릭터 셀렉트에서는 기본 위치에 설정되어 있으며, 조작의 편의성을 중시하는 성능으로 되어 있다. 《요요몽》 이후에는 피탄판정이 다른 캐릭터보다도 작게 설정되어 있으며, 또한 미스 판정을 소거하는 것도 쉽게 되어있다.
한편으로, 보스 캐릭터로 등장하는 작품도 존재한다. 《영야초》에서는 영창조, 홍마조를 선택하면 분기하는 〈Stage4 uncanny 전설의 꿈의 나라〉의 보스로 등장한다. 《췌몽상》, 《화영총》, 《비상천》에서는 최종보스인 이부키 스이카, 시키에이키 야마자나두, 히나나이 텐시를 스토리모드에서 쓸 경우 최종보스로 등장한다.

### 서적·연재물에서의 활약
《향림당》, 《삼월정》 등 주인공이 별도로 존재하는 작품에서도 메인 캐릭터로 출연하는 일이 많다. 이들 작품의 레이무는 이변을 해결하기 위해 〈탄막놀이〉를 하는 것이 아니라, 게임 중에서는 좀처럼 볼 수 없는 레이무의 일상생활이 묘사된 경우가 많으며, 의식을 거행하는 등 〈이변해결〉 이외에 무녀로서의 업무를 수행하는 모습도 볼 수 있다. 다만 《맹월초》에서는 와타쓰키노 요리히메와 스펠카드 승부를 벌인다.
《향림당》에서의 레이무는 주인공인 모리치카 린노스케를 〈린노스케 씨(霖之助さん)〉로 부른다. 보통은 이름을 부를 정도로 친밀한 관계는 아니어서 성인 〈모리치카 씨(森近さん)〉나 점포 이름인 〈고린도(향림당) 씨(香霖堂さん)〉로 부르는 사이지만, 레이무의 성격상 저렇게 부른다. 그가 운영하는 골동품점인 〈향림당〉에 자주 놀러온다.
《삼월정》에서는 빛의 세 요정(서니 밀크, 루나 차일드, 스타 사파이어)에게 장난의 대상이 되는 경우가 많다. 《삼월정》제1부 제2화 〈미혹이 없는 무녀〉에서는 서니가 강을 감추는 장난에 걸려들었을 때 무의식적으로 물고기를 밟고 건너가는 것으로 회피한 적이 있었으며, 《삼월정》 제2화에서는 모르는 사이에 요정의 장난에 걸려들어 낭패를 보는 모습도 많이 보인다.
《맹월초》의 레이무는 유카리에 의해 달로 가는 로켓의 연료인 스미요시 삼신(住吉 三神)의 신내림을 받기 위해 수행한다. 이후 키리사메 마리사, 이자요이 사쿠야, 레밀리아 스칼렛과 같이 로켓을 타고 달에 건너가 와타쓰키노 요리히메와 대치한다.

## PC-98판․《추상옥》․《라쿠가키 왕국》
레이무는 ZUN이 제작에 관여한 다른 작품에도 등장한다. PC-98판과 《추상옥》에 등장하는 레이무도 기본적으로는 동일인물이다. 그러나 원작자인 ZUN에 따르면, 《홍마향》에서 전체적인 설정을 대폭 변경하였다고 한다.한편, 과거의 설정은 현재의 환상향에서도 바뀐 것이 없다고도 하나 그와의 관련성은 상당히 애매하다. 《홍마향》이전에는 세계관이 같아도 설정이 없는 것으로 본 사람이 이후의 작품을 즐길 수 있다는 발언도 한 적이있다.
PC-98판
동방 프로젝트의 제1탄~제5탄에 해당하는 PC-98판의 각 작품에 주인공으로써 등장한다. 다만 Windows판에서의 이름은 일본식 약자가 아닌 번체자인 〈靈夢〉로 표기한다(발음은 동일). 또한 Windows판과는 복장이나 머리카락의 색깔이 다르지만 느긋하고 무사태평한 성격이나 수행을 귀찮아하는 기질은 PC-98 시절부터 변함이 없다. 원래는 전통적인 무녀복을 입고 있었지만 5번째 작품인 《괴기담》에서부터는 하의에 해당하는 히노하카마(緋袴)가 진홍색의 스커트로 바뀌었다. PC-98판에서는 하늘을 나는 능력이 없었기 때문에 겐야(거북이)에 탄 상태로 이동했다. 《환상향》에서는 마리사를 플레이어 캐릭터로 선택하면 4면보스로 등장한다.
《추상옥》
〈瞬殺サレ道?〉라는 동인집단이 만든 슈팅게임 서방 프로젝트 제1탄 《추상옥》에서 게스트로 출연했다. 이는 작품의 제작에 ZUN이 관여했기 때문이다. 이 때에는 현재에 가까운 모습을 하고 있으며, 이름도 PC-98판처럼 번체자를 쓰지 않고 일본식 약자로 적혀있다.
《라쿠가키 왕국》
타이토가 제작한 게임 《라쿠가키 왕국》시리즈는 ZUN이 개발에 관여했으며, 게임중에 〈하쿠레이의 무녀(ハクレイのミコ)〉라는 레이무를 본뜬 히든 캐릭터가 등장한다. 작품 중의 텔롭에서도 분명히 〈제작자:ZUN〉이라고 표기되어 있다. 또한 레이무의 스펠카드인 〈몽상봉인〉이 최초로 등장한다.

### 특수능력
선천적으로 강한 영력과 재능을 가지고 있으며, 영기(靈氣)를 방출하거나 자신있는 체술과 조합하는 것도 가능하다. 또한 신선술도 쓸 수 있다. 하쿠레이의 혈통을 이어받았기 때문에 최강의 힘을 가진 것으로 알려진 비보 〈음양옥〉을 다룰 수도 있다. 타고난 능력 덕분에 그다지 수행을 하지 않아도 강하지만, 수행부족 탓인지 악령봉인이 금방 풀리거나, 음양옥을 다루기는커녕 오히려 휘둘리는 경우도 있다. 또한 특수체질을 가지고 있어서 골치아픈 일에 자주 휘말리고는 있지만 수행 대신에 빈둥거리며 지내는 일이 많기 때문에 오히려 골치아픈 일이 닥치기를 기대하고 있다. 다만 골치아픈 일의 반절은 마리사가 일으키고 있기 때문에, 레이무는 애써 신경쓰려고 하지 않으면서도 종종 휘말리고 있다.

## 레이무의 테마곡
동방요연담(東方妖恋談)《몽시공》에서 사용된 테마곡. 《췌몽상》,《비상천》에서도 어레인지판이 사용되고 있지만, 이는 ZUN에 의해 만들어진 것이 아니다.
소녀기상곡(少女綺想曲) ~ Capriccio《환상향》의 4면보스 테마곡. 동방기연담과 같으나, 《췌몽상》에서 어레인지된 곡은 ZUN에 의해 만들어진 것이 아니다. 《비상천칙》에서도 어레인지판이 사용되고 있지만, 이는 ZUN에 의해 만들어진 것이 아니다.
이색연화접(二色蓮花蝶) ~ Ancients이 곡은 서방 프로젝트에서 사용된 곡이다. 《봉래인형(蓬莱人形) ~ Dolls in Pseudo Paradise》에 이 곡을 어레인지한 《이색연화첩 ~ Red and White》가 수록되어 있다.
소녀기상곡 ~ Dream Battle《영야초》의 〈Stage4 uncanny〉의 보스 테마곡. 〈소녀기상곡 ~ Capriccio〉의 어레인지 버전이다.
춘색소경(春色小径) ~ Colorful Path《화영총》에서 사용된 테마곡. 《심기루》에서도 어레인지판이 사용되고 있다.

## 스펠카드

### 몽상봉인
〈몽상봉인(夢想封印)〉은 레이무의 대표적인 스펠카드의 하나이다. 작품에 따라 다양한 바리에이션이 존재한다. 《The Grimoire of Marisa》에서는 물리법칙을 무시하는 빛의 탄으로, 유무를 가리지 않고 봉인하는 스펠카드이다. 또한 〈몽정봉인〉이라고 하는 기술이 최초로 등장하는 작품은 원작자 ZUN이 개발에 관여한 《라쿠가키 왕국》이다.
영부(霊符) 〈몽상봉인〉
주로 레이무가 《영부》를 선택한 때에 사용가능. 일종의 유도탄이자 섬광탄으로, 공격범위나 위력이 크다.
영부 〈몽상봉인 집(集)〉
기본적으로 영부 〈몽상봉인〉과 같다.
영부 〈몽상봉인 산(散)〉
몽상봉인을 산탄 형태로 발사하는 것으로, 공격범위는 넓지만 위력이 약하다. 《영야초》에서 보스로 등장할 때에는 〈최강의 직구승부〉라는 평가답게 탄이 레이무를 중심으로 전방위에 고속으로 방사하는 탄막이 된다.
영부 〈몽상묘주(夢想妙珠)〉
《영야초》,《췌몽상》,《비상천》에서 사용.
신령(神霊) 〈몽상봉인〉
《췌몽상》 및 《비상천》에서 사용. 부적을 두장 사용하기 때문에 위력과 성능이 좋다.
산령(散霊) 〈몽상봉인 적(寂)〉
《영야초》하드 이상의 고난이도 모드에서 보스로 등장할 때에 사용.
회령(回霊) 〈몽상봉인 차(侘)〉
《영야초》하드 이상의 고난이도 모드에서 보스로 등장할 때에 사용.
신령 〈몽상봉인 순(瞬)〉
《영야초》에서 사용되는 라스트 스펠. 위력이 크다.
〈몽상천생 (夢想天生)〉
《영야초》및 《비상천》에서 사용. 《영야초》에서는 라스트 워드로 회피 타입의 스펠카드. 《비상천》에서는 발동조건을 충족하는 것으로 무차별적이고 큰 데미지를 가하는 필살기에 해당하는 스펠카드이다.
《The Grimoire of Marisa》에서는 반투명한 투명인간 상태가 되어, 레이무가 눈을 감아도 탄막이 적을 자동으로 추적하는 궁극적인 필살기이다. 마리사는 〈타고난 능력의 레이무 외에는 쓸 수 없는 스펠카드〉라고 평했다. 원래는 스펠카드가 아닌 듯 했지만 마리사가 이름을 붙여서 가지고 놀게 해 주었다.
이름의 유래는 만화 《북두의 권》에 등장하는 북두신권 궁극오의 〈무상전생(無想転生)〉.

### 결계계(結界系)
몽부(夢符)〈봉마진(封魔陣)〉
주로 레이무가 〈몽부〉를 선택한 때에 사용가능. 전체적으로 데미지를 가한다. 위력이 작다.
몽부〈이중결계(二重結界)〉
위력은 크지만 사정범위가 상당히 협소하다. 적에게 접근하지 않으면 데미지를 가할 수 없는 경우도 있다.
신기(神技)〈팔방귀박진(八方鬼縛陣)〉
몽부 〈봉마진〉의 상위 버전 스펠카드. 《영야초》에서는 하드 이상의 고난이도 모드에서 사용가능.
신기〈팔방용살진(八方龍殺陣)〉
《영야초》루나틱 모드에서 보스로 등장한 때에 사용.
몽경(夢境)〈이중대결계(二重大結界)〉
《영야초》하드 이상의 고난이도 모드에서 보스로 등장한 때에 사용.
경계( 境界)〈이중탄막결계(二重弾幕結界)〉
《영야초》에서 보스로 등장한 때에 사용.
대결계(大結界)〈하쿠레이 탄막결계(博麗弾幕結界)〉
《영야초》하드 이상의 고난이도 모드에서 보스로 등장한 때에 사용.

### 기타
보부(宝符)〈음양보옥(陰陽宝玉)〉
《췌몽상》,《비상천》에서 사용. 음양옥을 쑥 내밀어서 공격한다.
보구(宝具)〈음양귀신옥(陰陽鬼神玉)〉
《췌몽상》,《비상천》에서 사용. 보부 〈음양보옥〉의 상위 버전.
영부(霊符)〈음양인(陰陽印)〉
《화영총》에서 사용. 적 필드에 탄막을 발사해서 적을 방해한다.
영부〈하쿠레이 환영(博麗幻影)〉
《화영총》에서 사용. 적 필드에 보스 어택을 날려보낸다.
제1부적(符の壱)〈몽상묘주련(夢想妙珠連)〉
《췌몽상》스토리 모드에서 적으로 등장한 때에 사용.
제2부적(符の弐)〈음양산화(陰陽散華)〉
《췌몽상》스토리 모드에서 적으로 등장한 때에 사용.
제3부적(符の参)〈마정섬결(魔浄閃結)〉
《췌몽상》스토리 모드에서 적으로 등장한 때에 사용.
역부(力符)〈음양옥장(陰陽玉将)〉
《췌몽상》스토리 모드에서 적으로 등장한 때에 사용.
몽전(夢戦)〈환상지월(幻想之月)〉
《췌몽상》이부키 스이카 스토리 모드에서 적으로 등장한 때에 사용.
무제(無題)〈하늘을 나는 신기한 무녀(空を飛ぶ不思議な巫女)〉
《췌몽상》이부키 스이카 스토리 모드에서 적으로 등장한 때에 사용.
주부(珠符)〈명주암투(明珠暗投)〉
《비상천》에서 사용. 화면 모서리로 반사되는 음양옥을 발사한다.
신기(神技)〈천패풍신각(天覇風神脚)〉
《비상천》에서 사용.
기원(祈願)〈액막이 기원(厄除け祈願)〉
《비상천》스토리 모드에서 적으로 등장한 때에 사용.
보부〈춤추는 음양옥(躍る陰陽玉)〉
《비상천》스토리 모드에서 적으로 등장한 때에 사용.
광령(光霊)〈신령보주(神霊宝珠)〉
《비상천》스토리 모드에서 적으로 등장한 때에 사용.
〈경계의 안쪽으로 숨어드는 영과 신기한 무녀(境界の内側に潜む霊と不思議な巫女)〉
《비상천》샤메이마루 아야, 히나나이 덴시 스토리 모드에서 적으로 등장한 때에 사용.
몽부(夢符)〈환상일중(幻想一重)〉
동인서클이 발행한 《동방 라스트워드 콜렉션》에서 ZUN이 기고한 카드에 기재되어 있는 것.
영격(霊撃)
스펠카드인지는 불명이지만 편의상 여기에 분류한다.
《췌몽상》,《풍신록》에서 사용가능한 능력. 《풍신록》에서는 옵션을 소비하는 대신에 봄(bomb)으로써 발동한다. 또한 PC-98에서 레이무가 사용하는 봄도 영격(霊撃)이라는 이름으로 존재했었다.

### 신내림
스펠카드인지는 불명이지만 레이무의 능력으로써 편의상 여기에 분류한다. 레이무는 《맹월초》에서 유카리의 부추김을 받아 신내림이라고 하는 능력을 수행하기 시작했다. 원래 신내림은 강신무를 추어야 하지만, 유카리가 레이무에게 수행을 하게 한 강신무 없는 신내림은 〈부정한 방법〉으로 알려져 있다. 신의 정기·성격·성질 등을 나타내는 신령이 레이무의 몸에 깃들면 신의 힘을 쓸 수가 있다. 현 시점에서는 《맹월초》에서만 그러하며, 게임에서는 사용하고 있지 않다.
도모노 요시오(伴善男)
신내림은 아니지만, 신과 관련있는 의식으로써 편의상 여기에 분류한다. 《향림당》제22화에서 유행신(流行神)으로 하기 위해 오래된 호리병의 파편에 깃들게 했다. 봉인되고나서 일시적으로 역병을 옮기는 재앙신으로써 신앙을 모으는 것으로, 역병이 봉인되고 유행신이 잊혀진 재앙신으로써 신앙을 잃는 것으로 역병도 소멸된다. 예전에는 원한의 감정으로 인해 역병의 재앙신이 되었지만, 현재는 역병의 재앙신이라는 악역을 순순히 받아들여 봉인되는 고마운 신도 있다.
아메노카가세오미코토(天香香背男命)
신내림은 아니지만, 신과 관련된 의식으로써 편의상 여기에 분류한다. 《삼월정》제2부 제15~16화에서, 신년을 맞는 일출 당시에 낮을 상징하는 태양의 신인 아마테라스 오미카미가, 밤을 상징하는 별들 중에서 최후까지 태양에게 저항하는 샛별(금성)의 신인 아메노카가세오미코토에게 이길 수 있도록 아메노카가세오미코토의 힘을 봉인하는 의식을 거행했다. 레이무는 매년 이 의식을 거행해서 실패한 적은 없다. 만일 아메노카가세오가 이기기라도 해서 샛별이 태양광에 의해 가려지는 것이 아니라 계속 빛을 낸다면 그 해는 요괴의 힘이 강해지는 어둠의 해가 되어버린다.
더군다나 그 해는 마리사가 빛의 세 요정과 공모해서 장난을 쳤다. 서니 밀크의 힘을 이용해서 가짜 샛별을 만들어 레이무를 아연실색케 했다. 홍마관에 사는 레밀리아 스칼렛과 파츄리 널리지는 샛별을 아메노카가세오미코토가 아닌 악마 루시퍼의 별로 파악하여, 가짜 샛별이 빛을 잃지 않는 것을 보고 매우 기뻐했다.
또한 《맹월초》에서는 와타쓰키노 요리히메가 별의 신인 아마쓰 미카보시(天津甕星)를 소환했다. 《맹월초》의 작중에 아메노카가세오미코토로부터의 언급은 없지만, 현재는 아마쓰 미카보시가 아메노카가세오미코토의 별명으로 불리고 있다.
아마노이와토와케노미코토(天石門別命）
《만화판 맹월초》제1화에서 신내림의 수련을 시키려고 한 유카리에 대해 사용했다. 큰 구멍을 내는 능력이지만 유카리의 증언에 따르면 〈단순히 약한 환각〉으로 금방 부서진다. 이나바 테위는 〈그리운 신님(神様)〉이라고 말하고 있다.
스미요시산진(住吉三神)
《맹월초》에서 홍마관 식구들이 만든 로켓의 연료로 부려진 항해의 신. 우와쓰쓰노오노미코토(上筒男命), 나카쓰쓰노오노미코토(中筒男命), 소코쓰쓰노오노미코토(底筒男命)의 3명을 통틀어 〈스미요시씨〉로 불리고 있다.
3명을 한꺼번에 소환하기 위해 레이무 치고는 드물게 열심히 수행을 했다. 레이무는 〈재미있을 것 같지 않다〉고 말한 적이 있다.
오호마가쓰히노카미(大禍津日神)
《맹월초》에서 요리히메의 스펠카드전에 대해 레이무가 비장의 무기로 쓴 더러움의 신. 〈더러움(穢れ)〉을 싫어하는 달의 도시에 있어서 상당한 위협이 되는 신으로, 달을 지키는 요리히메는 레이무의 공격을 전부 쫓아버리지 않으면 안되게 되었다. 그렇지만 요리히메가 부리는 무녀 모습의 신 이즈노메(伊豆能売)에 의해 더러움이 전부 정화되어, 레이무는 〈무녀 모습의 신이라니 들어본 적이 없다〉고 경악했다.

## 같이 보기
- 환상향
- 키리사메 마리사
- 동방 프로젝트
- 동방 프로젝트의 등장인물 목록